# Nga My, Phú Bình
Nga My là một xã thuộc huyện Phú Bình, tỉnh Thái Nguyên, Việt Nam.

## Địa lý
Xã Nga My nằm ở phía tây nam huyện Phú Bình, có vị trí địa lý:
- Phía đông giáp tỉnh Bắc Giang và xã Kha Sơn
- Phía tây giáp thành phố Phổ Yên
- Phía nam giáp thành phố Phổ Yên và xã Hà Châu
- Phía bắc giáp các xã Điềm Thụy, Úc Kỳ và Xuân Phương.

Xã Nga My có diện tích 12,34 km², dân số năm 1999 là 9.281 người, mật độ dân số đạt 752 người/km².

## Hành chính
Xã Nga My được chia thành 26 xóm: Trại, Điếm, Nghể, Đò, Dinh A, Dinh B, Dinh C, Diệm Dương, Núi, Quán Chè, Trại An Cầu, Ngọc Thượng, Ngọc Hạ, Cũ, Cầu Cát, Thái Hòa, Làng Nội, Đại An, Đồng Hòa, Xuân Canh, Ba Tầng, Đình Dầm, Núi Ngọc, Phú Xuân, Bờ Trực, Kén.